# Masque (álbum)
Masque es el quinto álbum de estudio de la banda británica de rock gótico The Mission, publicado en 1992 por sellos Mercury Records y Vertigo Records. Todas las canciones fueron escritas por los integrantes originales de la banda, sin embargo, solo Wayne Hussey, Craig Adams y Mick Brown participaron en la grabación. El álbum inició el decline de la agrupación en cuanto a popularidad y creatividad, incluso la inclusión del dance rock en canciones como «Never Again», fue uno de los puntos criticados por la prensa especializada.
El disco logró el puesto 23 en la lista británica UK Albums Chart, mientras que los sencillos «Like a Child Again», «Never Again» y «Shades of Green, Pt. 2» ingresaron en el conteo UK Singles Chart en los lugares 30, 34 y 49 respectivamente. Por otro lado, en 2008 fue remasterizado y relanzado con cuatro pistas adicionales, entre ellas el cover de «Atomic» de Blondie que había sido grabada para el recopilatorio Ruby Trax, realizado por la revista NME en noviembre de 1992.

## Lista de canciones
Todas las canciones escritas por Wayne Hussey, Craig Adams, Simon Hinkler y Mick Brown.

| N.º | Título                          | Escritor(es) | Duración |  |
| 1.  | «Never Again»                   |              | 5:05     |  |
| 2.  | «Shades of Green, Pt.2»         |              | 3:59     |  |
| 3.  | «Even You May Shine»            |              | 4:41     |  |
| 4.  | «Trail of Scarlet»              |              | 3:43     |  |
| 5.  | «Spider and the Fly»            |              | 4:49     |  |
| 6.  | «She Conjures Me Wings»         |              | 2:48     |  |
| 7.  | «Sticks and Stones»             |              | 4:45     |  |
| 8.  | «Like a Child Again»            |              | 3:38     |  |
| 9.  | «Who Will Love Me Tomorrow?»    |              | 4:09     |  |
| 10. | «You Make Me Breathe»           |              | 4:36     |  |
| 11. | «From One Jesus to Another»     |              | 3:50     |  |
| 12. | «Until There's Another Sunrise» |              | 5:33     |  |

| Pistas adicionales en reedición de 2008 |                                      |                            |          |  |
| N.º                                     | Título                               | Escritor(es)               | Duración |  |
| 13.                                     | «Beautiful Chaos»                    |                            | 5:04     |  |
| 14.                                     | «All Tangled Up In You»              |                            | 6:27     |  |
| 15.                                     | «Atomic» (cover de Blondie)          | Debbie Harry, Jimmy Destri | 5:13     |  |
| 16.                                     | «You Make Me Breathe» (The Barn Mix) |                            | 7:18     |  |

## Músicos
- Wayne Hussey: voz y guitarra eléctrica
- Craig Adams: bajo
- Mick Brown: batería